# Georges Gueyraud
Georges Félix Gueyraud (né le 14 août 1857 à Senas et mort le 4 novembre 1936 à Marseille) est un diplomate français.

## Biographie
Il est issu d'une famille d'industriels marseillais. Son père, Prosper Gueyraud (1819-1890), a servi d'intermédiaire dans la concession des chemins de fer romains, il a été consul général du Saint-Siège à Marseille.
Georges Gueyraud entame sa carrière de diplomate en tant que consul suppléant à Hambourg puis il est en poste à Constantinople et Londres. Il est ensuite promu consul et est posté à Hong-Kong,  en Espagne à Bilbao, Cadix et Séville puis à Palerme en Italie. Il est consul général à Jérusalem du 14 avril 1908 à 1914. Dans cette ville, il se montre soucieux des intérêts économiques de la France alors que traditionnellement, la représentation française y avait surtout été active dans la sphère religieuse. Il s'intéresse tout particulièrement à la question de l'adduction d'eau, cruciale à Jérusalem et sur laquelle la représentation française est en concurrence avec le consulat allemand de Jérusalem. Il doit partir de Jérusalem au déclenchement de la Première Guerre mondiale alors que l'Empire ottoman a ordonné la fermeture des représentations diplomatiques des Alliés. 